# Ca' Priuli a San Polo
Ca' Priuli a San Polo (« Maison Priuli à San Polo », le terme Ca’ vient du dialecte vénitien qui signifie « maison » 
équivalent du mot casa en italien) est un palais situé à Venise  dans le sestiere de San Polo, sur la salizada San Polo. 